# Крейцберг, Пётр
Пётр Кре́йцберг (латыш. Pēteris Kreicbergs) — российский и латвийский футболист, нападающий, участник летних Олимпийских игр 1924 года, как игрок национальной сборной Латвии.

## Карьера
Перед Первой мировой войны Пётр Крейцберг стал играть в футбол в новообразованном рижском клубе «Аматиерис», но после 1915 года соревнования по футболу перестали проводить. Только в 1923 году «Аматиерис» снова начал выступать в чемпионате Латвии, но из-за возраста Пётр Крейцберг не смог долго играть в футбол.
В 1924 году Пётр Крейцберг в составе сборной Латвии отправился на Игры VIII Олимпиады, но в единственном матче он так и не вышел на футбольное поле.
Также в 1920-х Пётр Крейцберг был известным спортивным деятелем в клубе «Аматиерис».